# Калалы
Калалы (Калали, Калялы) — река в России, протекает в Ставропольском и Краснодарском краях. Устье реки находится в 170 км по левому берегу реки Егорлык в Красногвардейском районе Ставропольского края между селом Привольное и хутором Богомолов. Длина реки составляет 111 км, площадь водосборного бассейна — 2060 км².

## География и гидрология
В 51 км от устья, по правому берегу реки впадает река Расшеватка. В 15 км от устья, по левому берегу реки впадает река Татарка
Населённые пункты расположенные на реке от истока к устью:
- станица Дмитриевская
- станица Ильинская
- хутор Ленинский
- хутор Набат
- хутор Красный партизан
- станица Успенская
- станица Новолокинская
- посёлок Коммунар
- хутор Зеркальный

## Данные водного реестра
По данным государственного водного реестра России относится к Донскому бассейновому округу, водохозяйственный участок реки — Егорлык от Новотроицкого гидроузла и до устья, речной подбассейн реки — бассейн притоков Дона ниже впадения Северского Донца. Речной бассейн реки — Дон (российская часть бассейна).
Код объекта в государственном водном реестре — 05010500612107000017062.

## История
На реке Калалы, на территории Красногвардейского района 3 апреля 1774 года произошёл бой, который впоследствии историки не раз называли уникальным. Два казачьих полка, общим числом тысяча человек, дали отпор войску крымского хана Девлет-Гирея, не менее чем в двадцать раз превосходившему их по численности. Командовал казаками никому не известный тогда юный Матвей Платов.